# ヘレン・ステッター
ヘレン・ステッター（Helen Stetter、1893年11月18日 - 2007年6月1日）は、アメリカ・ネブラスカ州の歴代2番目の長寿の女性。ギネスブックにも認定されていた。
113歳の頃に行われたインタビューでは「ヘレンはとても健康だ。ビタミンを服用するが、薬は服用しない。」と言及されている。
2007年6月、113歳195日で死去。